# Walk On (Neil Young)
Walk On è un brano musicale scritto ed interpretato dal musicista canadese Neil Young, incluso nel suo album del 1974 On the Beach, e pubblicato su singolo negli Stati Uniti (B-side For the Turnstiles) dove raggiunse la posizione numero 69 nella classifica di Billboard Hot 100 nel 1974.

## Il brano
Walk On è la traccia d'apertura dell'album On the Beach, e apre le danze con un ritmo sostenuto e spavaldo a differenza della gran parte delle altre canzoni presenti nel disco. Il testo del brano contiene una sorta di moto di rivalsa per l'artista, dove egli esprime il suo astio verso i critici che sparlano di lui sottolineando solo i lati più funerei e depressivi del suo carattere: «I hear some people been talkin' me down / Bring up my name / pass it 'round / They don't mention the happy times / They do their thing / I'll do mine» ("Sento che qualcuno sparla di me / fanno il mio nome a casaccio e se lo rigirano / non parlano dei tempi felici / si facciano gli affari loro / io mi farò i miei"). Qualche critico ha voluto scorgere nel brano anche una sorta di risposta ai Lynyrd Skynyrd che lo avevano attaccato con la loro Sweet Home Alabama. Secondo questa interpretazione, Young scrisse la canzone in risposta alla band che lo aveva accusato di criticare la gente del Sud degli Stati Uniti, con brani celebri come Southern Man e Alabama, senza sapere bene di cosa stesse parlando. Walk On non fu comunque una risposta precisamente diretta ai Lynyrd Skynyrd (Young si dichiarò sempre grande fan del gruppo) anche perché la sua composizione risaliva a prima dell'inizio della disputa, e possedeva un significato molto più sottile ed ampio, con un messaggio applicabile anche nei confronti di tutti i suoi detrattori in generale.

### Significato
La canzone è da interpretarsi come un'ode spensierata su come la vita sia sempre in continua evoluzione e non smetta mai di sorprenderci in positivo o in negativo, e che quindi uno debba accettarlo e "tirare avanti" ugualmente (walk on) piuttosto che rimuginare su quanto accaduto e piangersi addosso. Un messaggio alquanto positivo, in netta controtendenza con il pessimismo cronico e la malinconia che permeava le opere di Young dell'epoca, particolarmente in On the Beach.
Nella sua biografia non autorizzata intitolata Shakey: Neil Young's Biography, Neil Young discusse di Walk On. Il musicista canadese affermò di come non fosse da intendersi riferita specificatamente ai Lynyrd Skynyrd, ma invece ai suoi vecchi compagni dei Buffalo Springfield, essendo stata scritta non molto tempo dopo la sua fuoriuscita dal gruppo.

### Pubblicazione e accoglienza
Pubblicato negli Stati Uniti il 24 giugno 1974 come primo (ed ultimo) singolo estratto dall'album On the Beach, Walk On (lato B For the Turnstiles) raggiunse il 69º posto nella classifica di Billboard Hot 100, senza destare particolare interesse.

## Tracce singolo
K 14360 (REP 1209)
1. Walk On - 2:40
2. For the Turnstiles - 3:13

## Cover
- I Widespread Panic spesso eseguivano una cover di Walk On durante i loro concerti.